# Paolo Bianchessi
Paolo Bianchessi (ur. 17 stycznia 1981) – włoski judoka. Dwukrotny olimpijczyk. Zajął piąte miejsce w Atenach 2004 i dziewiąte w Pekinie 2008. Startował w wadze ciężkiej.
Uczestnik mistrzostw świata w 2001, 2003, 2005, 2007, 2010. Startował w Pucharze Świata w latach: 1999, 2001, 2004, 2007, 2008, 2010. Wicemistrz Europy w 2008; trzeci w 2003. Srebrny medalista igrzysk śródziemnomorskich w 2005. Brązowy medalista igrzysk wojskowych w 2003, a także MŚ wojskowych w 2001 i 2002 roku.

## Letnie Igrzyska Olimpijskie 2004
| Konkurencja | Eliminacje           | Eliminacje               | Eliminacje                   | Finały               | Finały                   | Klas. końcowa |
| Konkurencja | Przeciwnik I         | Przeciwnik II            | Przeciwnik III               | 1/2                  | Finały                   | Miejsce       |
| ----------- | -------------------- | ------------------------ | ---------------------------- | -------------------- | ------------------------ | ------------- |
| +100 kg     | Kim Sung-bum (KOR) Z | Witalij Polanski (UKR) Z | Dennis van der Geest (NED) Z | Keiji Suzuki (JPN) P | Indrek Pertelson (EST) P | 5.            |

## Letnie Igrzyska Olimpijskie 2008
| Konkurencja | Eliminacje            | Repasaże                 | Repasaże                  | Klas. końcowa |
| Konkurencja | Przeciwnik I          | Przeciwnik I             | Przeciwnik II             | Miejsce       |
| ----------- | --------------------- | ------------------------ | ------------------------- | ------------- |
| +100 kg     | Satoshi Ishii (JPN) P | Islam El-Shehaby (EGY) Z | Tamierłan Tmienow (RUS) P | 9.            |